# Rafael Kremer von Auenrode
Rafael rytíř Kremer von Auenrode (3. března 1826 Linec – 22. srpna 1901 Schwarzau im Gebirge) byl rakouský právník a politik německé národnosti z Horních Rakous, v 2. polovině 19. století poslanec Říšské rady.

## Biografie
Vystudoval právnickou fakultu Vídeňské univerzity. Získal titul doktora práv. Od roku 1853 pracoval na finanční prokuratuře v Dolních a Horních Rakousích a Salcbursku. Později byl dvorním a soudním advokátem v Gmundenu. Působil i v podnikání. Byl prezidentem přádelny v Kleinmünchenu na předměstí Lince.
Byl veřejně a politicky aktivní. Zasedal předsednictvu liberálního politického spolku a od roku 1870 byl členem ústředního volebního výboru liberálního spolku.
V roce 1861 byl zvolen za liberální tzv. Ústavní stranu na Hornorakouský zemský sněm za kurii městskou, obvod Gmunden, Ischl, Hallstatt. V roce 1867 mandát obhájil, nyní za kurii venkovských obcí, obvod Gmunden. V letech 1868–1870 byl i členem zemského výboru. Opětovně byl do zemského sněmu zvolen roku 1870, tentokrát za kurii obchodních a živnostenských komor. Mandát obhájil roku 1871. Členem zemského výboru byl opět v letech 1871–1877. Zemský sněm ho 23. února 1867 zvolil i do Říšské rady (tehdy ještě volené nepřímo). Rezignoval roku 1868.